# Minesweeper
Minesweeper je strateška puzzle igra izmišljena oko 1990. godine koja se nalazi u svim Windows računalima u izborniku. 1992. godine počela se ugrađivati u svako Windows računalo. Postoji i starija inačica izmišljena 1989. godine koja nije ugrađena u Windowse. 
Izmislili su je Robert Donner i Curt Johnson. Igra počinje klikanjem kvadratića u tablici veličine 9X9 kvadratića. 10 polja sadrži po jednu bombu, te, kad se klikne na kvadratić u kojem je skrivena bomba, igra izavršava. Igra se nastavlja ako se u drugih 71 polja, dobije bilo koji broj. Moguće je dobiti brojeve 1, 2 i 3, a u rijetkim slučajevima i broj 4, na svakom "slobodnom" polju, to jest na polju koja ne sadrži zamku. 
- Početna igra:10 bombi
- Osrednja igra:40 bombi
- Napredna igra:99 bombi